# La Granja de los Famosos
La Granja de los Famosos est la version espagnole de l'émission La Ferme Célébrités.